# Championnat de Pologne féminin de handball
Le championnat de Pologne féminin de handball ou Ekstraklasa est le plus haut niveau de compétition des clubs féminins de handball en Pologne.
Le club le plus titré est MKS Lublin avec 22 titres, suivi du Ruch Chorzów avec 9 titres.

## Palmarès
| Saison    | Champion                        | Vice-champion                   | Troisième                       |
| --------- | ------------------------------- | ------------------------------- | ------------------------------- |
| 1956/1957 | KS Cracovia                     | Stal Chorzów                    | Sośnica Gliwice                 |
| 1957/1958 | KS Cracovia                     | Budowlani Gogolin               | Wybrzeże Gdańsk                 |
| 1958/1959 | AZS Katowice                    | KS Cracovia                     | Włókniarz Łącznik               |
| 1959/1960 | KS Cracovia                     | AKS Chorzów                     | Ruch Chorzów                    |
| 1960/1961 | KS Cracovia                     | Ruch Chorzów                    | AZS Katowice                    |
| 1961/1962 | Ruch Chorzów                    | KS Cracovia                     | AZS Warszawa                    |
| 1962/1963 | Ruch Chorzów                    | KS Cracovia                     | AZS Warszawa                    |
| 1963/1964 | Ruch Chorzów                    | Sośnica Gliwice                 | Start Gdańsk                    |
| 1964/1965 | Sośnica Gliwice                 | KS Cracovia                     | Ruch Chorzów                    |
| 1965/1966 | Sośnica Gliwice                 | Ruch Chorzów                    | KS Cracovia                     |
| 1966/1967 | KS Cracovia                     | Sośnica Gliwice                 | AZS Wrocław                     |
| 1967/1968 | AZS Wrocław                     | KS Cracovia                     | Azoty Chorzów                   |
| 1968/1969 | AZS Wrocław                     | KS Cracovia                     | Azoty Chorzów                   |
| 1969/1970 | Otmęt Krapkowice                | KS Cracovia                     | Sośnica Gliwice                 |
| 1970/1971 | Otmęt Krapkowice                | Pogoń Szczecin                  | Sośnica Gliwice                 |
| 1971/1972 | Sośnica Gliwice                 | Otmęt Krapkowice                | AZS Wrocław                     |
| 1972/1973 | Ruch Chorzów                    | AZS Wrocław                     | Otmęt Krapkowice                |
| 1973/1974 | Ruch Chorzów                    | AZS Wrocław                     | Otmęt Krapkowice                |
| 1974/1975 | Ruch Chorzów                    | AZS Wrocław                     | Skra Warszawa                   |
| 1975/1976 | AZS Wrocław                     | Ruch Chorzów                    | Skra Warszawa                   |
| 1976/1977 | Ruch Chorzów                    | Skra Warszawa                   | AZS Wrocław                     |
| 1977/1978 | Ruch Chorzów                    | Skra Warszawa                   | AZS Wrocław                     |
| 1978/1979 | AZS Wrocław                     | Ruch Chorzów                    | Skra Warszawa                   |
| 1979/1980 | Ruch Chorzów                    | AZS Wrocław                     | AKS Chorzów                     |
| 1980/1981 | AKS Chorzów                     | AZS Katowice                    | AZS Wrocław                     |
| 1981/1982 | AKS Chorzów                     | AZS Wrocław                     | Ruch Chorzów                    |
| 1982/1983 | Pogoń Szczecin                  | AZS Katowice                    | AZS Wrocław                     |
| 1983/1984 | AZS Wrocław                     | Pogoń Szczecin                  | KS Cracovia                     |
| 1984/1985 | KS Cracovia                     | Skra Warszawa                   | Pogoń Szczecin                  |
| 1985/1986 | Pogoń Szczecin                  | KS Cracovia                     | Ślęza Wrocław                   |
| 1986/1987 | KS Cracovia                     | AZS Wrocław                     | Pogoń Szczecin                  |
| 1987/1988 | AKS Chorzów                     | KS Cracovia                     | Start Gdańsk                    |
| 1988/1989 | AZS Wrocław                     | Pogoń Szczecin                  | KS Cracovia                     |
| 1989/1990 | AZS Wrocław                     | Pogoń Szczecin                  | Piotrcovia Piotrków Trybunalski |
| 1990/1991 | Pogoń Szczecin                  | Start Elbląg                    | AKS Chorzów                     |
| 1991/1992 | Start Elbląg                    | AZS Wrocław                     | Piotrcovia Piotrków Trybunalski |
| 1992/1993 | Piotrcovia Piotrków Trybunalski | AZS Wrocław                     | Start Elbląg                    |
| 1993/1994 | Start Elbląg                    | Piotrcovia Piotrków Trybunalski | Sośnica Gliwice                 |
| 1994/1995 | Montex Lublin                   | Zagłębie Lubin                  | Piotrcovia Piotrków Trybunalski |
| 1995/1996 | Montex Lublin                   | Sośnica Gliwice                 | Zagłębie Lubin                  |
| 1996/1997 | Montex Lublin                   | Start Elbląg                    | JKS Jarosław                    |
| 1997/1998 | Montex Lublin                   | Piotrcovia Piotrków Trybunalski | Start Elbląg                    |
| 1998/1999 | Montex Lublin                   | Sośnica Gliwice                 | Start Elbląg                    |
| 1999/2000 | Montex Lublin                   | Zagłębie Lubin                  | Start Elbląg                    |
| 2000/2001 | Montex Lublin                   | Sośnica Gliwice                 | Zagłębie Lubin                  |
| 2001/2002 | Montex Lublin                   | Zagłębie Lubin                  | Nata AZS Gdańsk                 |
| 2002/2003 | MKS Lublin                      | Piotrcovia Piotrków Trybunalski | Nata AZS Gdańsk                 |
| 2003/2004 | AZS-AWFiS Gdańsk                | MKS Lublin                      | MKS Jelenia Góra                |
| 2004/2005 | SPR Lublin                      | Nata AZS Gdańsk                 | MKS Jelenia Góra                |
| 2005/2006 | SPR Lublin                      | Zagłębie Lubin                  | AZS-AWFiS Gdańsk                |
| 2006/2007 | SPR Lublin                      | Piotrcovia Piotrków Trybunalski | Zagłębie Lubin                  |
| 2007/2008 | SPR Lublin                      | AZS-AWFiS Gdańsk                | Zagłębie Lubin                  |
| 2008/2009 | SPR Lublin                      | Zagłębie Lubin                  | Piotrcovia Piotrków Trybunalski |
| 2009/2010 | SPR Lublin                      | Zagłębie Lubin                  | GTPR Gdynia                     |
| 2010/2011 | Zagłębie Lubin                  | SPR Lublin                      | GTPR Gdynia                     |
| 2011/2012 | GTPR Gdynia                     | Zagłębie Lubin                  | SPR Lublin                      |
| 2012/2013 | SPR Lublin                      | Zagłębie Lubin                  | AZS Politechnika Koszalińska    |
| 2013/2014 | MKS Lublin                      | Zagłębie Lubin                  | GTPR Gdynia                     |
| 2014/2015 | MKS Lublin                      | GTPR Gdynia                     | Pogoń Szczecin                  |
| 2015/2016 | MKS Lublin                      | Pogoń Szczecin                  | GTPR Gdynia                     |
| 2016/2017 | Vistal Gdynia                   | Zagłębie Lubin                  | Start Elbląg                    |
| 2017/2018 | MKS Lublin                      | Zagłębie Lubin                  | AZS Koszalin                    |
| 2018/2019 | MKS Lublin                      | Zagłębie Lubin                  | AZS Koszalin                    |
| 2019/2020 | MKS Lublin                      | Zagłębie Lubin                  | KPR Kobierzyce                  |
| 2020/2021 | Zagłębie Lubin                  | KPR Kobierzyce                  | MKS Lublin                      |
| 2021/2022 | Zagłębie Lubin                  | MKS Lublin                      | KPR Kobierzyce                  |
| 2022/2023 | Zagłębie Lubin                  | MKS Lublin                      | KPR Kobierzyce                  |
| 2023/2024 | Zagłębie Lubin                  | KPR Kobierzyce                  | MKS Lublin                      |

## Bilan
| Club                            | Titres | Saisons |
| ------------------------------- | ------ | --- |
| MKS Lublin                      | 22     | 1995, 1996, 1997, 1998, 1999, 2000, 2001, 2002, 2003, 2005, 2006, 2007, 2008, 2009, 2010, 2013, 2014, 2015, 2016, 2018, 2019, 2020 |
| Ruch Chorzów                    | 9      | 1962, 1963, 1964, 1973, 1974, 1975, 1977, 1978, 1980                                                                               |
| KS Cracovia                     | 7      | 1957, 1958, 1960, 1961, 1967, 1985, 1987                                                                                           |
| AZS Wrocław                     | 7      | 1968, 1969, 1976, 1979, 1984, 1989, 1990                                                                                           |
| MKS Zagłębie Lubin              | 5      | 2011, 2021, 2022, 2023, 2024 |
| AKS Chorzów                     | 3      | 1981, 1982, 1988 |
| Pogoń Szczecin                  | 3      | 1983, 1986, 1991 |
| Sośnica Gliwice                 | 3      | 1965, 1966, 1972 |
| Otmęt Krapkowice                | 2      | 1970, 1971 |
| Start Elbląg                    | 2      | 1993, 1994 |
| Vistal Gdynia                   | 2      | 2012, 2017 |
| AZS Katowice                    | 1      | 1959 |
| Piotrcovia Piotrków Trybunalski | 1      | 1993 |
| AZS-AWFiS Gdańsk                | 1      | 2004 |
| Total                           | 66     | 1957-2023 |

## Classement EHF
Le coefficient EHF du championnat pour la saison 2025-2026 est :
| Rang                   | Championnat | Coeff. | Places |
| ---------------------- | ----------- | ------ | ------ |
| 1                      | Hongrie     | 210,33 | 1      |
| 2                      | Norvège     | 198,33 | 1      |
| 3                      | Danemark    | 154,67 | 1      |
| 4                      | France      | 143,33 | 1      |
| 5                      | Roumanie    | 113,00 | 1      |
| 6                      | Russie      | 113,00 | 0      |
| 7                      | Allemagne   | 99,33  | 1      |
| 8                      | Slovénie    | 86,33  | 1      |
| 9                      | Monténégro  | 46,67  | 1      |
| 10 à 50 : aucune place |             |        |        |

| Rang                                   | Championnat | Coeff. | Places |
| -------------------------------------- | ----------- | ------ | ------ |
| 1                                      | Danemark    | 96,00  | 4      |
| 2                                      | Allemagne   | 94,67  | 4      |
| 3                                      | Norvège     | 85,67  | 3      |
| 4                                      | Roumanie    | 81,67  | 3      |
| 5                                      | France      | 64,00  | 3      |
| 6                                      | Hongrie     | 48,67  | 3      |
| 7                                      | Croatie     | 38,67  | 3      |
| 8                                      | Russie      | 33,00  | 0      |
| 9                                      | Pologne     | 27,33  | 3      |
| 10 à 18 : 2 places ; 19 à 29 : 1 place |             |        |        |
| 30 à 50 : 0 place                      |             |        |        |

L'évolution du classement du championnat est :
| Année | 06 | 07 | 08 | 09 | 10 | 11 | 12 | 13 | 14 | 15 | 16 | 17 | 18 | 19 | 20 | 21 | 22 | 23    | 24 |
| ----- | -- | -- | -- | -- | -- | -- | -- | -- | -- | -- | -- | -- | -- | -- | -- | -- | -- | ----- | -- |
| Rang  | 15 | 16 | 16 | 16 | 13 | 14 | 14 | 17 | 16 | 15 | 12 | 11 | 11 | 14 | 13 | 12 | 13 | 14-50 | 13 |